# Флордел Хилс (Мисури)
Флордел Хилс (енгл. Flordell Hills) град је у америчкој савезној држави Мисури.

## Демографија
По попису из 2010. године број становника је 822, што је 109 (-11,7%) становника мање него 2000. године.
| Група             | 2000.       | 2010.       |
| Белци             | 155 (16,6%) | 48 (5,8%)   |
| Афроамериканци    | 764 (82,1%) | 746 (90,8%) |
| Азијати           | 0 (0,0%)    | 1 (0,1%)    |
| Хиспаноамериканци | 5 (0,5%)    | 14 (1,7%)   |
| Укупно            | 931         | 822         |